# Регламент про стандарти якості для бананів
Регламент № 2257/94 від 16 вересня 1994 року, що встановлює стандарти якості для бананів, який іноді називають у засобах масової інформації як закон про банани, є регламентом Європейського Союзу, що визначає стандарти класифікації бананів, який набрав чинности 1 січня 1995. Він був замінений Імплементаційним регламентом Комісії (ЄС) № 1333/2011 від 19 грудня 2011 року, який встановлює маркетингові стандарти для бананів, правила перевірки відповідності цим маркетинговим стандартам і вимоги до повідомлень у банановому секторі, які набувають чинности з 9 січня 2012 року.

## Положення
Регламент стосується незрілих зелених бананів і, отже, виробників і оптовиків, а не роздрібних торговців. Основні положення регламенту полягали в тому, що банани, які продаються як незрілі, і зелені банани повинні бути власне зеленими і незрілими, твердими і неушкодженими, придатними для споживання людиною, не «ураженими гниллю», чистими, без шкідників і пошкоджень від шкідників, без деформацій або ненормальної кривизни, без синців, без стороннього запаху чи смаку. Мінімальний розмір (з допусками та винятками) — довжина 14 см і товщиною (маркою) 2,7 см. Він визначає мінімальні стандарти для конкретних класифікацій якості бананів (Екстра, І сорт, ІІ сорт). Тільки екстра банани повинні повністю відповідати специфікаціям форми. Банани II класу, наприклад, можуть мати «дефекти форми», а банани I класу мають лише «незначні дефекти форми». Однак це не стосується специфікацій розміру; продаж бананів розміром менше мінімального майже завжди заборонений (за винятком лише бананів з кількох регіонів, де банани традиційно менші).

## Застосовність
Регламент № 2257/94 набрав чинности 1 січня 1995 року. Він застосовувався безпосередньо, у повному обсязі, в усіх державах-членах Європейського Союзу. Він був скасований Імплементаційним регламентом Комісії (ЄС) № 1333/2011 від 19 грудня 2011 року, який встановлює маркетингові стандарти для бананів, правила перевірки відповідності цим маркетинговим стандартам і вимоги до повідомлень у банановому секторі, набувши чинности з 9 січня 2012. Однак розділи нормативних актів, що стосуються стандартів якості для бананів, які включають мінімальні вимоги та класифікацію, були перенесені без змін у порівнянні з попереднім регламентом, тому в новому регламенті не було змінено вимоги до форми, як підсумовано вище в розділі «положення».

## Євроміт
Цей регламент вимагав, щоб банани як мінімальний стандарт не мали «ненормальної кривизни», хоча не було надано жодного визначення чи вказівок щодо ступеня кривизни, яка б розглядалася як «ненормальна». Це призвело до різних історій про заборону ЄС на вигнуті банани. Це часто повторювали як єврофіли, так і євроскептики, причому перші вважали це апокрифом або оманливим євромітом, а другі вважали це прикладом непотрібної європейської бюрократії.
29 липня 2008 року Європейська комісія провела попереднє голосування щодо скасування певних правил щодо якости конкретних фруктів і овочів, які включали положення щодо розміру та форми. Згідно з пресрелізом Комісії, «у цю епоху високих цін і зростаючого попиту немає сенсу викидати ці продукти або знищувати їх». Комісар з питань сільського господарства заявив: «Це конкретний приклад нашого прагнення скоротити бюрократичну тяганину, і я продовжуватиму наполягати, доки це не буде завершено. […] Регулювання цих речей не повинно бути роботою ЄС. Це далеко краще залишити це операторам ринку».
Регламент 1221/2008 набрав чинности з 1 липня 2009 року. Хоча ні в наведеному вище пресрелізі, ні в Регламенті 1221/2008 не згадувалися банани чи Регламент 2257/94, деякі звіти про зміни розглядали їх як такі, що включають положення про стандарти якості бананів, і містили прямі або явні посилання на положення з використанням таких виразів: як "сумнозвісна постанова про «прямий банан». Деякі джерела стверджують, що це означає визнання того, що початкові правила дійсно забороняли «зігнуті банани».